# Obdach
Obdach è un comune austriaco di 3 876 abitanti nel distretto di Murtal, in Stiria; ha lo status di comune mercato (Marktgemeinde). Il 1º gennaio 2015 ha inglobato i comuni soppressi di Amering, Sankt Anna am Lavantegg e Sankt Wolfgang-Kienberg.